# Dobrá Voda (Dalejské údolí)

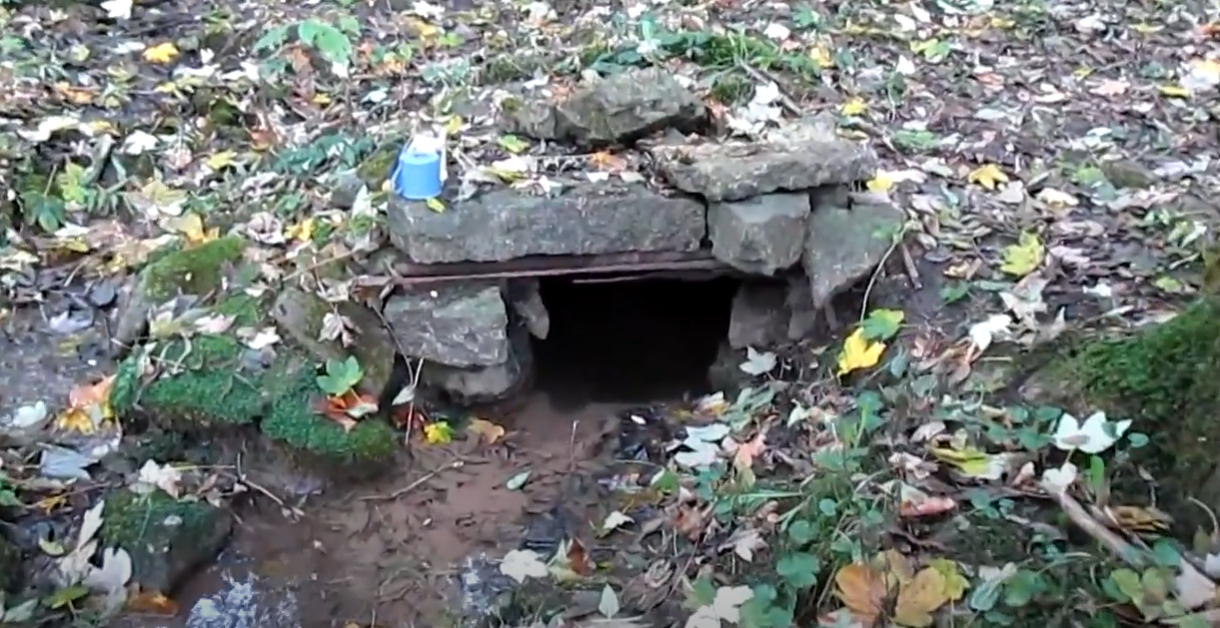
Studánka Dobrá voda u Holyně v Dalejském údolí před revitalizací (před rokem 2017)

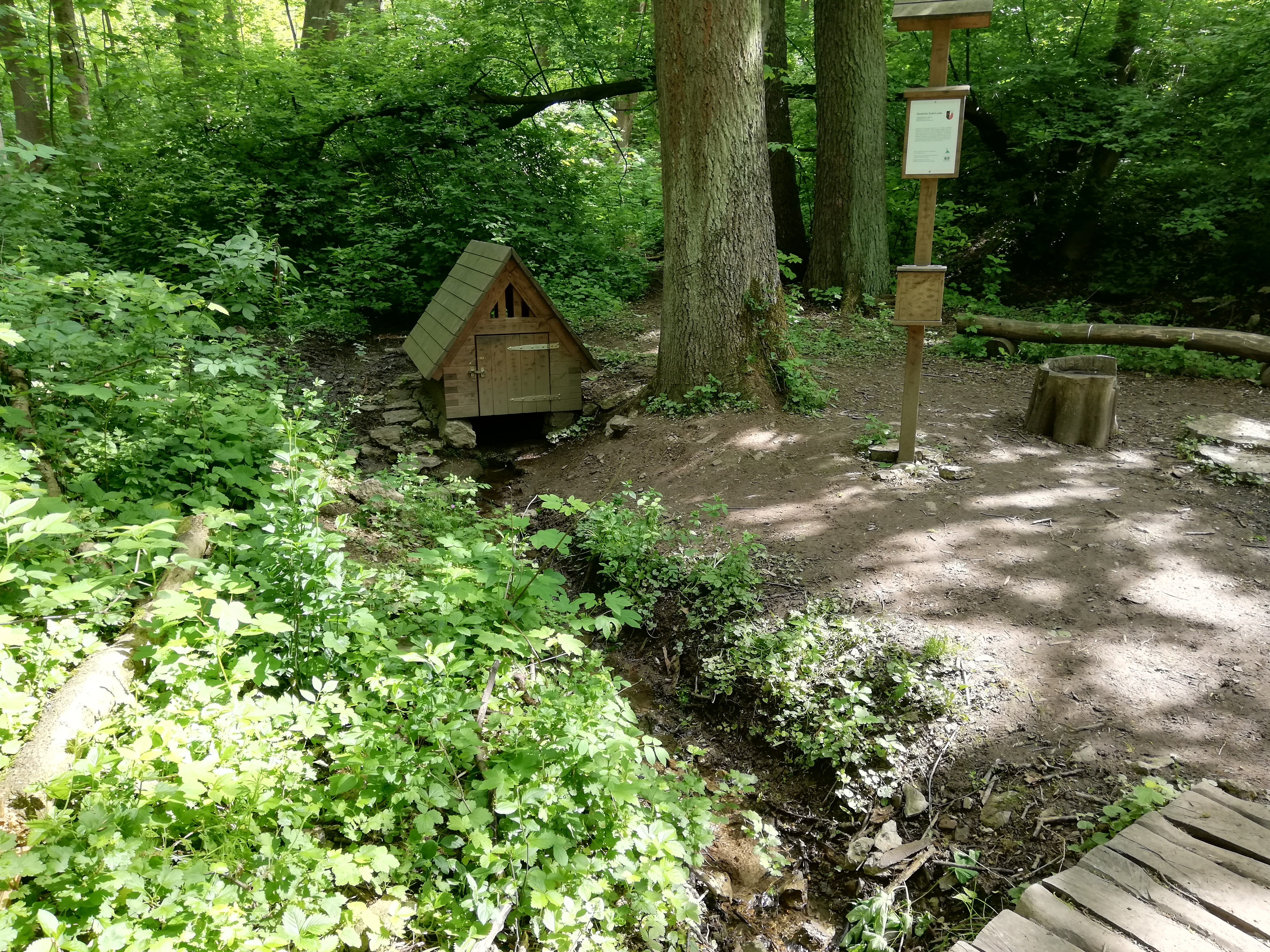
Celkový pohled na bezprostřední okolí studánky Dobrá voda u Holyně v Dalejském údolí (rok 2021)

Studánka Dobrá voda se nachází v nadmořské výšce 270 m na pravém břehu Dalejského potoka asi 30 metrů nad železniční tratí v mělkém údolí, kterým protéká blíže nespecifikovaný potůček, který se po asi 75 metrech vlévá z pravé strany do Dalejského potoka. Pramen této „klasické“ lesní studánky Dobrá voda vyvěrá v těsné blízkosti nepojmenovaného potůčku při jeho pravé straně. Jméno studánky má původ ve starém lidovém označení Dobrá voda používaném pro zalesněnou rokli, jež se rozkládá v prostoru nad studánkou. Studánka je evidována jako majetek hlavního města Prahy a je ve správě OCP MHMP.

## Podrobněji

### Dostupnost
Studánka Dobrá voda v Holyni se nachází nedaleko národní přírodní památky Dalejský profil v přírodním parku Prokopské a Dalejské údolí. Asi 100 metrů severně vzdušnou čarou prochází ulicí K Dobré vodě naučná stezka Údolím Dalejského potoka. Přibližně 390 metrů vzdušnou čarou severovýchodním směrem přetíná železniční trať modře značená turistická stezka vedoucí od železniční zastávky Praha–Holyně do Slivence.

### Popis
Kamenná studánka je vlastně jen jímka z vyskládaných kamenů s vnitřním prostorem 50 x 120 cm, která se nachází v potoční nivě. Jímka je ve výši asi 30 cm nad vodní hladinou překlenuta velkými plochými kameny na kovových prutech (tyčích). Strop vnitřku studánky se směrem dozadu (do nitra studánky) postupně snižuje, až nakonec splývá s terénem. Dno studánky je tvořeno jemným jílovitým bahnem, nad nímž se zvedá cca 30 cm vody. Kamenný práh při odtoku snižuje hloubku vody z cca 30 cm na pouhých 15 cm a dále pak přechází plynule do odtokové stružky, která je (v rámci údržby pramene) pravidelně čištěna.

### Kvalita vody, vydatnost pramene
Podzemní voda studánky má pravděpodobně vápenato-uhličitanové chemické složení, mírně zásaditý pH faktor a vyznačuje se poměrně dosti vysokou mineralizací. Úplný chemický rozbor podzemní vody studánky na hlavní kationty a anionty není k dispozici (nebyl proveden). Voda sice (z hlediska analyzovaných chemických složek) vyhovuje vyhlášce číslo 252/2004 Sbírky o pitné vodě, ale podzemní voda studánky nebyla analyzována na všechny limitované ukazatele. Ve vodě byly zjištěny zvýšené počty enterokoků (pravděpodobně způsobené fekálním znečištěním) a byly naměřeny zvýšené počty psychrofilních bakterií (pravděpodobně způsobeno průsakem povrchové vody) – tj. přírodní organické znečištění. Antropogenní kontaminanty (jako jsou těžké a toxické kovy, ropné látky (TPH) a chlorované uhlovodíky) nebyly ve vodě studánky naměřeny v nadlimitním množství. V průběhu času se kvalita vody pozvolna zlepšuje (koncentrace dusičnanů stagnuje, počty koliformních bakterií klesají, ale počty psychrofilních bakterií rostou se splachy povrchové vody).
Vydatnost pramene je asi je přibližně 0,05 - 0,1 litr/sekundu, ale vzhledem ke sníženým ovzdušným srážkám může vydatnost pramene ještě klesat.

### Revitalizace
V říjnu roku 2017 prošla (na základě podnětu MČ Praha–Slivenec) tato kamenná studánka rozsáhlou rekonstrukcí, která byla prováděna v rámci participativního rozpočtu MČ Praha - Slivenec. Na znovu vyzděnou studánku byla umístěna dřevěná stříška. Okolí studánky bylo obohaceno o jednoduchou lavicí z „kuláčů“, kamenný „stůl“ a přístupovou lávku. Vlastní obnovu studánky Dobrá voda provedl pan Pavel Jeřábek z Hnutí Brontosaurus. Dřevěné komponenty studánky zhotovila firma Truhlářství Javůrek (osobně její majitel pan Tomáš Javůrek) z Holyně. Patronát nad studánkou Dobá voda v Dalejském údolí převzala školní družina Základní a mateřské školy Praha–Slivenec.